# Александра Борџија
Александра Борџија је измишљени лик из дугогодишње драме Ред и закон који је тумачила Ени Перис од 2005. до 2006. године. Појавивши се у укупно 33 епизоде, она је помоћница окружног тужиоца са најкраћим стажом у повести серије.

## Животопис лика
Борџија се први пут појавила у епизоди „Течност” у којој ју је довео ОТ Артур Бренч (Фред Далтон Томпсон) као замену за Серену Садерлин (Елизабет Ром). Она је пре свега била помоћница Џеку Мекоју (Сем Вотерстон), али је такође спроводила детаљну истраге, подизање оптужница и расправе независно од Мекоја и Бренча. Пре свог последњег састанка, Борџија је била ангажована на суђењу случајевима дроге. Међу колегама је поштована због своје памети и спретност. На питање детектива Џоа Фонтане (Денис Ферина) да ли је Италијанка, она је одговорила да је из Италије, Француске и Шпаније и да има рођаке у Венецији. Она је хришћанка и редовно иде у цркву.
За разлику од свје претходнице, Борџија се често слаже са одлукама својих претпостављених и следи њихова упутства без обзира на сопствене ставове. Она дели многе паралеле са Еби Кармајкл (Енџи Хармон), укључујући конзервативност потоње и сарадњу са полицијом у развоју случајева. Борџија такође има склоност ка истраживачком раду, особину коју дели са Полом Робинетом (Ричард Брукс) са којом је имала парницу у случају у епизоди „Право по рођењу” у 16. сезони.
Борџија има професионалан начин, уравнотежујући саосећање са жртвама поштујући законска правила и поступке. То је било очигледно у њеним односима са мајком жртве неисправне вакцине против грипа током свог првог случаја. Тужилаштво је одлучило да одустане од предмета међу бројним оптужбама против оптуженог јер је преслаб за употребу. Борџија је нагло обећала мајци да ће окривљени бити строго кажњен. Иако је Мекој испунио то обећање договарајући више узастопних казни за убиство (додајући 240 година затвора), он је наредио Борџији да више никада не даје слична обећања. Њено саосећање такође јој помаже да се приближи породицама жртава што се показало када се повезала са сином жртве убиства због њихове заједничке љубави према риболову. Такође је уљудна и пристојна у односима са колегама. Истовремено, она се никада не плаши да учествује у жестокој игри са оптуженима и осуђеницима како би осигурала успешно кривично гоњење. Борџија указује на свој побожни католицизам као чинилац у свом веровању у верску промену окривљеног и у расправи са претпостављенима такође истиче своје веровање у хришћанско уверење опроштаја. Њено католичко порекло такође утиче на њено противљење мучењу.
Борџија је била помоћница окружног тужиоца у са најкраћим стажом у повести франшизе Ред и закон, појавивши се само у 33 епизоде. У својој последњој епизоди, док је истраживала породично убиство, туилаштво се усредсредило на супруга Франка Андреаса (Брус Меквити) који је снабдевао убице лажним значкама УСД-а које су користили за пљачке по кућама. Борџија је притисла Андреаса да ода своје саучеснике, а касније је отета из рођеног стана. Њено тело је накнадно пронађено у пртљажнику напуштених кола везано, свирепо претучено и мртво због гушења након што се задавила сопственом повраћком. Огорчен, Мекој је уговорио лажно кривично гоњење како би осигурао да њене убице доживотно оду у затвор, заобилазећи правну етику до те мере да се готово суочио са ускраћивањем и да га је заменио посебни тужилац. На место Боџрије дошла је Кони Рубироза (Алана де ла Гарза) на почетку 17. сезоне.